# Alison DiLaurentis
Alison Lauren DiLaurentis Fields es un personaje ficticio y una de las protagonistas en la serie de libros Pretty Little Liars escritos por Sara Shepard. Ella es interpretada por Sasha Pieterse en la adaptación para televisión, la cual se estrenó en Estados Unidos por la cadena ABC Family en junio de 2010.

## Historia

### Novelas
Las hermanas gemelas Alison y Courtney Day-DiLaurentis nacieron el 6 de junio de 1990, fruto de una relación sexual secreta entre Jessica DiLaurentis y Peter Hastings. Eran idénticos, pero completamente opuestos en personalidad. Ambos eran populares en su ciudad natal, pero Alison era conocida por su maldad, a diferencia de Courtney, que era admirada por tener un comportamiento amable. Disgustada por ese hecho, Alison comenzó a hacer que sus padres, Jessica y Kenneth, el padre adoptivo, pensaran que Courtney estaba psicológicamente dañada. Alison obligó a Courtney a hacerse pasar por ella, lo que llevó a una pelea física entre los dos. Cuando sus padres trataron de encontrar una solución a la situación, Alison echó toda la culpa a Courtney, diciendo que estaba inventando historias falsas. Finalmente, Courtney fue diagnosticada con esquizofrenia paranoide. La familia luego se mudó a Rosewood para evitar la atención y acortó su apellido de Day-DiLaurentis a solo DiLaurentis. 
Sin embargo, Alison no disfrutó de la experiencia completa de la escuela secundaria. Durante una visita a la familia, Courtney engañó a sus padres vistiéndose como Alison y Alison fue llevada al hospital en su lugar. De esa manera, Courtney tomó la vida popular de Alison, mientras que Alison fue hospitalizada; a partir de entonces, un sentimiento de odio creció dentro de Alison. Dos años después de que Courtney tomara las riendas, Alison regresó a la casa de DiLaurentis para una visita. Durante una noche en que Courtney (haciéndose pasar por Alison) y sus nuevos amigos, Spencer Hastings, Hanna Marin, Aria Montgomery y Emily Fields, estaban durmiendo, Alison los alcanzó y ella y Courtney se pelearon en el bosque que rodea la residencia de DiLaurentis. La pelea resultó en la muerte de Courtney. Alison y su ayudante y novio, Nick Maxwell, enterraron el cuerpo de Courtney más tarde. 
Cuando Alison estaba a punto de recuperar su vida, los amigos de Courtney le advirtieron a la señora DiLaurentis que "Alison" había desaparecido. Jessica luego asumió que Courtney (Alison, en realidad) hizo algo contra la vida de su hermana y la envió de regreso al hospital psicológico. Mientras tanto, los albañiles llenaron el agujero donde el cuerpo de Courtney fue enterrado para construir una glorieta. Poco después, "Alison" fue reportada como desaparecida. Tres años más tarde, los amigos de Courtney comenzaron a ser perseguidos por alguien llamado "A" que conocía sus mayores secretos y los amenazaba constantemente. Meses después, Mona Vanderwaal, una compañera de clase de las chicas y Alison, se reveló como "A". Pronto, Alison tomó el método de acecho y comenzó a perseguir a las chicas, buscando venganza por estar afuera ese día que Courtney las usó para engañar a su madre haciéndole creer que ella era su hermana.
Alison hizo pequeñas apariciones durante el período escondiéndose detrás de la máscara "A". Los DiLaurentis revelaron el secreto sobre las gemelas después de que un hombre llamado Billy Ford fue arrestado por asesinar a Alison, diciendo que mantuvieron a las hermanas ocultas durante tanto tiempo para evitar la agitación en la ciudad. Alison, haciéndose pasar por Courtney, alguien desconocido para las cuatro chicas, las invitó a pasar un fin de semana en la casa familiar en los Poconos. Allí, se reunieron y las chicas comenzaron a pensar en presentar a "Courtney" al grupo. Sin embargo, estaban atrapados dentro de una habitación y Alison pronto reveló toda la verdad sobre la muerte de la verdadera Courtney, y sobre su deseo de venganza. Alison luego prendió fuego al edificio, pero las chicas lograron escapar. Al tratar de escapar del fuego, Alison sufrió varias quemaduras en su cuerpo y logró escapar con la ayuda de Nick. 
Alison luego usó las siguientes semanas para recuperarse del incendio mientras observaba a sus víctimas. Nick se quedó con ella durante su proceso de curación, pero Alison finalmente lo descartó y lo incriminó por todo lo que había cometido, como los homicidios de Ian Thomas y Jenna Cavanaugh. Para finalmente vengarse, Alison escribió un diario completo con historias falsas de las chicas que la torturaban mientras la mantenían como rehén. La pieza fue encontrada por el Rosewood P.D. y las niñas fueron incriminadas por la supuesta muerte de Alison DiLaurentis. Sin embargo, Emily fingió su propia muerte y, mientras Alison y todos los demás pensaban que estaba muerta, logró llegar a la guarida de Alison, que estaba recibiendo ayuda de la Sra. DiLaurentis, con oficiales de policía. Las chicas fueron finalmente liberadas de todos los cargos, y Alison fue arrestada para siempre. 

### Series
Temporada 1: Desaparición y aparición de su cuerpo
Alison DiLaurentis es presentada como una chica muy popular del suburbio de Rosewood, Pensilvania, y la líder de una camarilla compuesta por ella, Spencer Hastings, Aria Montgomery, Emily Fields y Hanna Marin. Una noche las cinco amigas reunidos en el granero de la familia Hastings durante las vacaciones de verano. Hanna, Emily y Aria se despiertan para ver a Spencer llegar de vuelta al graneror y anuncia que ha escuchado un grito de Alison. Poco después, Alison es declarada como una persona desaparecida, ha pasado un tiempo desde que Alison desapareció, y un año después su cuerpo es encontrado enterrado en el patio trasero de la casa de los DiLaurentis. Durante toda la primera temporada, Alison aparece en flashbacks donde se muestra como una adolescente despiadada, despreciable y de dos lados que usa el secreto de los demás contra sí mismos.
Temporada 2: Ian y Garret culpables
Las chicas se ven obligadas a mantener sesiones de terapia con la Dra. Anne Sullivan para discutir sobre la ausencia de Alison en sus vidas, un hecho que sus padres creen que es la razón por la cual las niñas se comportan de manera extraña.  Días después, a través de la hermana de Spencer, Melissa Hastings, las chicas encuentran el cadáver de Ian Thomas, acompañado de una carta de suicidio en la que admite que mató a Alison, además Garrett Reynolds es arrestado por el asesinato de Alison después de que Jenna Marshall le entrega al Departamento de Policía de Rosewood una página perdida de la autopsia de Alison.  
Temporada 3: Los restos de Alison y Red Coat
Spencer, Hanna, Emily y Aria se reúnen para beber y disfrutar de una vida sin acosador. Emily desaparece y más tarde la encuentran en el cementerio, de pie sobre la tumba de Alison, con el cuerpo de Alison desaparecido. Con Emily drogada y ellas involucradas en un crimen, las chicas prometen mantener el secreto. La mayoría de los episodios de la temporada giran en torno a la cuestión de dónde están los restos de Alison. Las chicas más tarde se hacen amigas de la nueva residente CeCe Drake, que les revela que ella y Alison eran mejores amigas cuando Alison estaba viva, años antes.
Alison se muestra en más flashbacks de la noche en que desapareció, y algunos revelan que Alison se reunió con CeCe, el padre de Aria, Jenna Marshall y Garrett Reynolds esa noche. En secuencia, las chicas descubren, en el cuaderno de biología de Alison, una conversación entre ella y una amiga en la que Alison habla de un "hottie de playa". Las chicas investigan mientras una figura que usa un abrigo rojo comienza a aparecer periódicamente para ellas, y comienzan a creer que es Alison. Durante un incendio, las chicas son salvadas por Red Coat que Hanna la ve y la persona se revela como Alison. Después, Mona y Spencer afirman que también vieron a Alison. En el camino de regreso a Rosewood, Mona revela que Red Coat a veces usaba una máscara que se parecía a la cara de Alison.
Temporada 4: Alison es Red Coat
Después de que las chicas encuentran el diario de Alison, tratan de entenderla. A lo largo de la temporada, Alison se muestra en varios flashbacks sobre su comportamiento, en su mayoría basados en historias escritas en su diario. Las chicas más tarde conocen a Carla Grunwald, quien les dice que ayudó a Alison a salir de la tumba en la que fue enterrada; Grunwald luego la llevó a un hospital, pero Alison se escapó. Con esta confirmación, las chicas comienzan una búsqueda para encontrar a Alison, siguiendo los pasos de dos personas que usan el disfraz de Red Coat, una de ellas se revela como CeCe. Afortunadamente, después de una fiesta de Halloween, las chicas siguen a un abrigo rojo, desde Ravenswood hasta Rosewood, que se revela como Alison. Ella les dice a las chicas que necesita su ayuda.  Alison más tarde se le aparece a Emily y comienza a pedirle cosas.  La temporada termina cuando Alison se sienta con sus amigos para explicar todo lo que le había sucedido dos años antes. 
Temporada 5: El Regreso de Alison
Finalmente descubren lo que sucedió la noche en que Alison desapareció. Alison regresa a su casa en Rosewood e informa a la policía pero inventa una historia sobre su desaparición diciendo que fue secuestrada. Mientras las niñas estaban en Nueva York, Jessica DiLaurentis (la madre de Alison) fue asesinada y enterrada en el patio trasero de Hastings. Alison y su grupo de mejores amigos se disuelven debido al hecho de que las otras chicas creen que Alison se ha vuelto rebelde después de que ella le dice a la policía que Cyrus Petrillo es su secuestrador, a pesar de que nunca fue secuestrada. Luego Alison es acusada de matar a Mona Vanderwaal, y  es declarada culpable de los asesinatos y el resto de las chicas son arrestadas, así como cómplices de esto. Mientras son transportados, Hanna, Emily, Aria y Spencer son detenidos por "A" y secuestrados.
Temporada 6: Muerte de Charlotte
Alison fuera de la cárcel por un asesinato equivocado de Mona, y las chicas en la casa de muñecas siendo torturadas y atormentadas. A Alison se le ocurre un plan con Ezra Fitz, Toby Cavanaugh y Caleb Rivers para encontrar a las chicas y asegurarse de que vuelvan a casa pronto. Las niñas son rescatadas junto con una Sara Harvey conmocionada, que presumiblemente desapareció al mismo tiempo que Alison lo hizo en Courtland, y regresan a casas. 
5 años después Alison es maestra en Rosewood High School y está comprometida con Elliot Rollins, quien fue médico de Charlotte DiLaurentis durante sus cinco años en Welby, quien es asesina el día de su alta médica. Alison es ingresada en un hospital psiquiátrico debido a haber sido engañada por Mary Drake y Elliot con trajes de Jessica DiLaurentis y Darren Wilden, pensando que estaba viendo sus fantasmas.
Temporada 7: Asesinato de Archer y embarazo
Elliot/Archer tiene a Alison drogada y encarcelada falsamente en Welby. Emily, Aria y Spencer intentan rescatar a Alison de Welby en vano. Ella comparte su ubicación con los mentirosos usando el teléfono de Archer y escapa de su auto con los mentirosos en su camino Archer es atropellado por Hanna y el grupo encubrió su muerte. Alison más tarde le revela a Emily que está embarazada, creyendo que es suya y de Archer, de hecho, estaba embarazada en Whelby por A.D. con los óvulos de Emily y el esperma de un hombre entonces desconocido (Wren Kingston), durante su turno en el juego de mesa "Liars' Lament". 
Alison pronto reanudó la enseñanza en Rosewood High y los sentimientos correspondidos de Alison por Emily resurgen a medida que pasan más tiempo juntos. Cuando Mary Drake confesó haber matado a Archer, Alison junto con los otros mentirosos ya no están implicados en su asesinato. Ella y Emily son co-madres de sus hijas gemelas Lily y Grace en la casa de la infancia de Alison en Rosewood. Un año después de que terminara el juego de A.D., Alison le propuso matrimonio a Emily.Junto a sus amigos, desenmascaran a A.D. de una vez por todas.
The Perfectionists: Un nuevo comienzo
Alison ahora asiste a la Universidad Beacon Heights, donde se reúne con Mona y se convirtió en asistente de enseñanza.  Alison es presentada a Claire Hotchkiss, cuya familia es la fundadora de BHU, y su hijo Nolan.  Después de que Nolan es asesinado, Alison continúa ayudando a sus amigos restantes Ava, Caitlin y Dylan, que son los principales sospechosos del asesinato.  Después de recibir un documento de divorcio de su esposa, Alison decide investigar la muerte de Taylor Hotchkiss, quien supuestamente se suicidó hace un año. Después de encontrar y convencer a Taylor para que regrese, Alison y el grupo continúan tratando con Dana Booker, la jefa de seguridad de BHU que está investigando la muerte de Nolan. Después de que Dana expusiera sus secretos, Alison y Dylan son expulsados de BHU, Mona es despedida, mientras que Caitlin y Ava tuvieron que irse.  Sin embargo, después de que el novio de Caitlin, Jeremy, es acusado del asesinato y recibe un disparo de Taylor, Claire se disculpó con el grupo y les permitió quedarse. El grupo es presentado al Profesor, quien revela que el grupo es parte de su experimento. 